# Hermes Baby

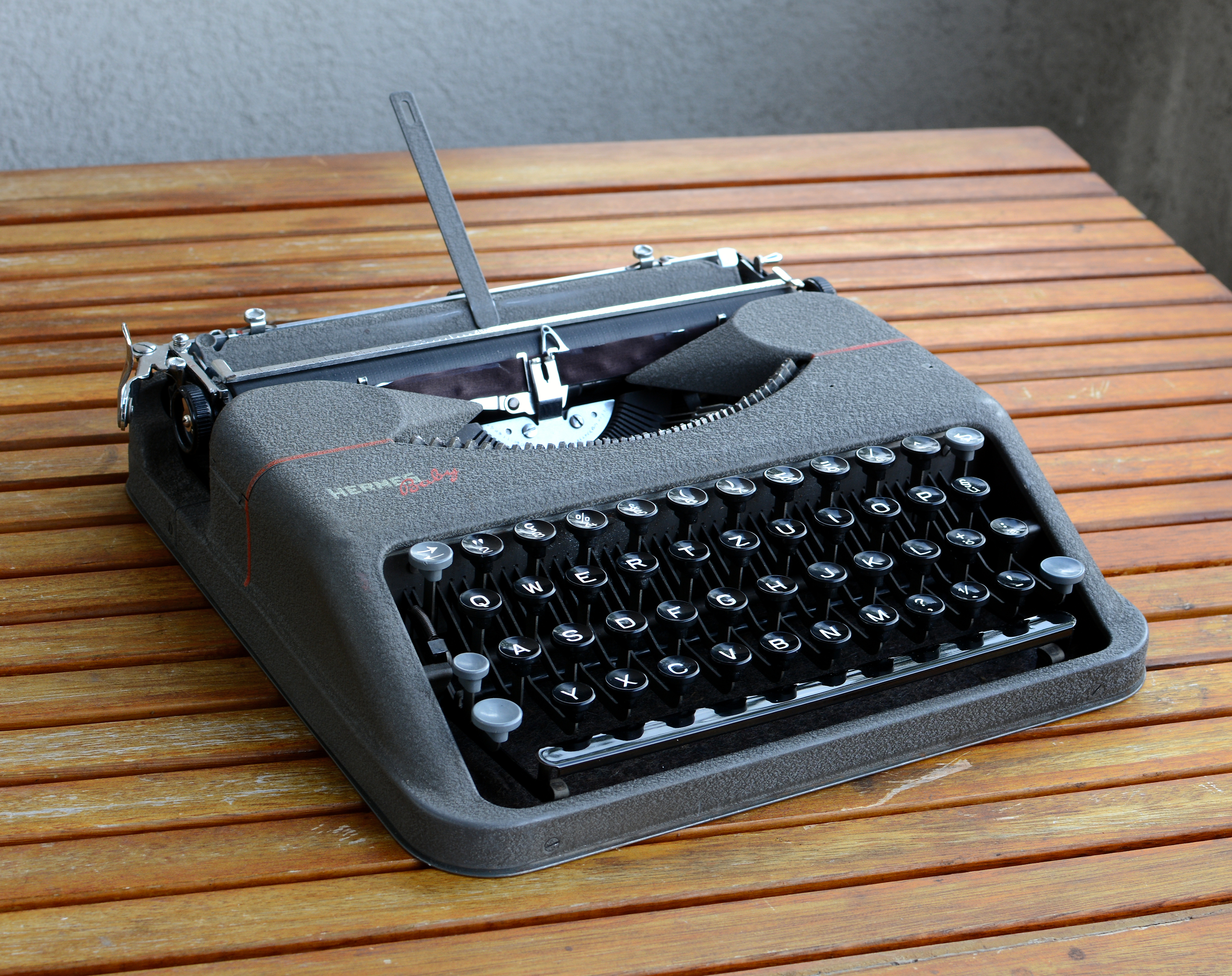
Hermes Baby mit Baujahr 1948.

Die Hermes Baby ist eine mechanische Schreibmaschine, die zwischen 1935 und 1989 vom damaligen Schweizer Feinmechanikunternehmen Paillard hergestellt wurde. Sie ist als flache, leichte und strapazierfähige Reiseschreibmaschine ausgelegt und hat bei einer Höhe von sechs Zentimetern ein Gewicht von vier Kilogramm. Bei ihrer Markteinführung 1935 war sie mit einem Preis von 160 Schweizer Franken billiger als alle vergleichbaren Konkurrenzprodukte. Auch im Export war das Modell schnell sehr erfolgreich: Mit einer Ausfuhr von 42'000 Stück Hermes Baby wurde die Schweiz 1938 nach den USA und Deutschland zum weltweit drittgrössten Exporteur von Schreibmaschinen.

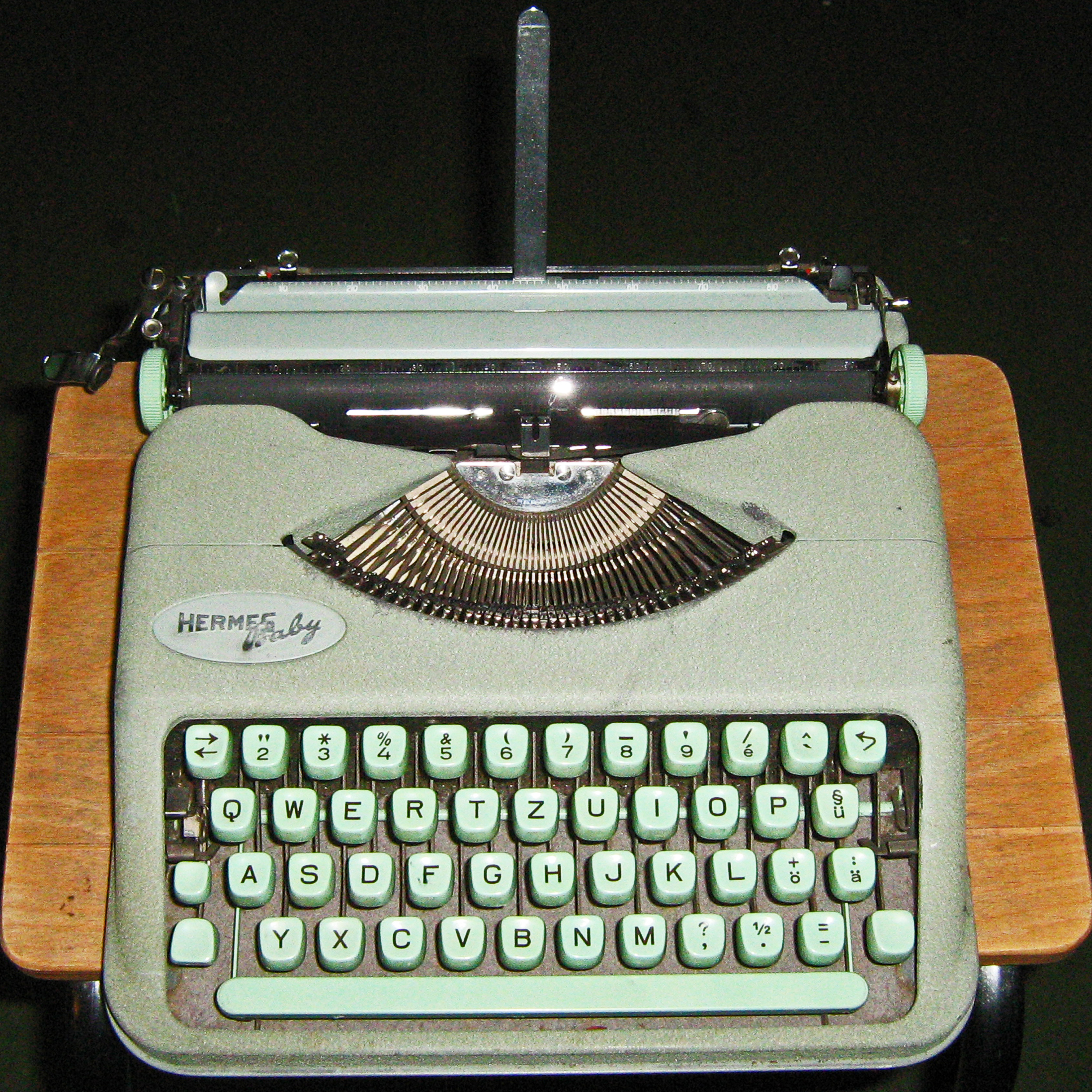
Eine Hermes Baby mit schweizerdeutscher Tastatur. Es gab verschiedene Versionen dieser Maschine.

Die Hermes Baby war auch bei Autoren sehr beliebt: Zu den Besitzern einer Hermes Baby zählen Ernest Hemingway, John Steinbeck, Peter Härtling und Friederike Mayröcker (letztere soll gesagt haben, sie sei mit ihrer Hermes Baby verheiratet). Auch Emmi Creola-Maag (besser bekannt als Betty Bossi) tippte ihre Kochtipps von 1956 bis 1971 auf einer Maschine dieses Typs. Im Roman Homo faber von Max Frisch wurde die Hermes Baby ebenso literarisch verewigt wie in Dieter Meiers Buch Hermes Baby und dessen Titelgedicht.

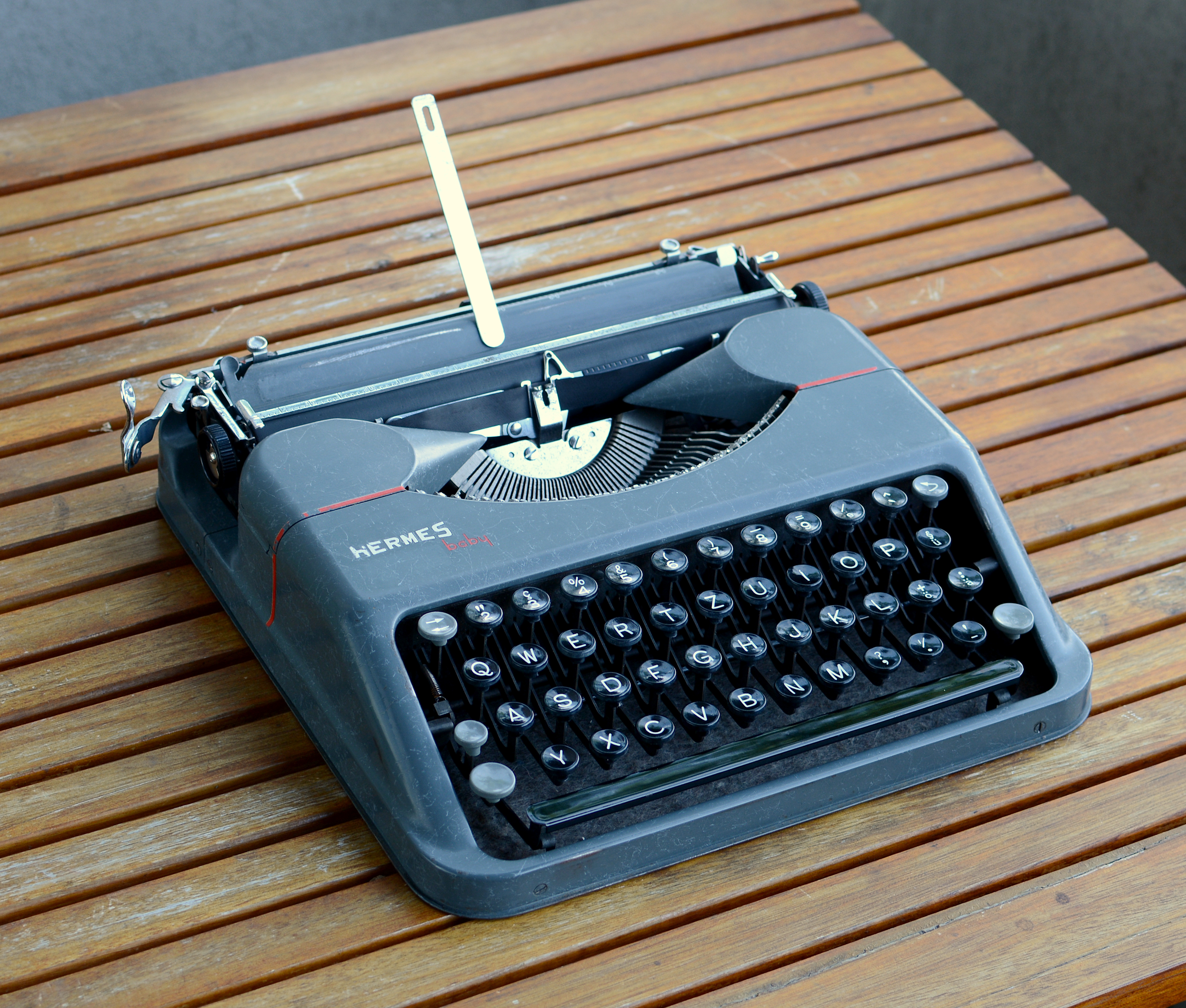
Hermes Baby mit bläulicher, marmorierter Lackierung mit Baujahr 1943.